# Rezerwat przyrody Zadni Gaj
Zadni Gaj – leśny rezerwat przyrody w miejscowości Cisownica w gminie Goleszów w województwie śląskim. Utworzony w 1957 r., zajmuje powierzchnię 6,39 ha.
Rezerwat znajduje się na stokach wzgórza Zagoj na Pogórzu Cieszyńskim. Ochronie podlega w nim naturalne stanowisko cisa pospolitego (kilkadziesiąt osobników w wieku około 200 lat), rozproszonych w zdegradowanej buczynie karpackiej.
Rezerwat jest położony w otulinie Parku Krajobrazowego Beskidu Śląskiego oraz w granicach obszaru siedliskowego sieci Natura 2000 „Beskid Śląski” PLH240005. Leży na gruntach Nadleśnictwa Ustroń. Nie posiada planu ochrony; na mocy ustanowionych w listopadzie 2018 roku na okres 5 lat zadań ochronnych jego obszar objęto ochroną czynną.
W pobliżu rezerwatu stoi budynek, w którym mieściło się niegdyś schronisko PTTK „Pod Tułem” (obecnie restauracja z pokojami gościnnymi).